# Charlton (Hampshire)
Pour les articles homonymes, voir Charlton.
Charlton est une paroisse civile et un village du Hampshire, en Angleterre.